# Lingua nasi forati
La lingua nimiipu, parlata dai nimiipu,  nasi forati o nez-percé (in francese, talvolta utilizzato anche nella letteratura anglofona come nez perce; Pierced Noses in inglese; endonimo: niimiipuutímt o nuumiipuutimt), è una lingua amerinda della famiglia linguistica delle lingue penuti del plateau, ramo sahaptin, gruppo waiilatpuan (come i dialetti, affini, parlati dai palouse, dagli wallawalla o wallulapam e dai cayuse o tetawken, parlata negli stati dell'Idaho, dell'Oregon e di Washington, degli Stati Uniti.
La lingua è minacciata: a parlarla fluentemente sono rimasti pochi anziani, dato che la maggior parte della popolazione ha avuto un fenomeno di deriva linguistica verso l'inglese.

## Dialetti
Il nasi forati era diviso in due dialetti, che però sono mal documentati: alto nasi forati e basso nasi forati.